# المقاوبة
المقاوبة حي داخل مدينة مصراتة يقع بحانب مركز مدينة مصراتة، يحده من الشرق شارع الديس، ومن الغرب السواني التي كانت تعرف بدنقوعة ومن الشمال منطقة المغاروة والغلبان، ومن الجنوب حي المناصرة الذي كانت تقع به زاوية المنتصر وكانت جبانة السدرة تفصل بينهما، قبل أن تصبح حاليا ساحة عامة تستعمل كموقف للسيارات،